# Wittstock/Dosse
Wittstock/Dosse (powszechnie stosowana jest również forma skrócona Wittstock) – miasto w północno-wschodniej części Niemiec w kraju związkowym Brandenburgia, w powiecie Ostprignitz-Ruppin.

## Geografia
Wittstock leży nad rzeką Dosse (Doszą) w historycznym regionie Prignitz, niecałe 100 km na północny zachód od Berlina, około 105 km na południe od Rostocku i 170 km na południowy wschód od Hamburga. Miasto powiatowe Neuruppin jest oddalone o 35 km.

## Nazwa
Urzędowa forma nazwy jest dwuczłonowa, przy czym drugi wyraz zapisywany po ukośniku; potocznie nazwę miasta skraca się do samego Wittstock.
W średniowieczu nazwa miasta pojawia się w formie Wiztok (1271), Witzstock (1284), Witstock (1441). Etymologia ludowa wywodziła ją z dolnoniemieckiego witt „biały” + stock „kłącze”, w rzeczywistości nazwa ta ma pochodzenie słowiańskie, od połabskiego vysoka „wysoka”. W języku polskim notowana jako Wysoka.

## Historia

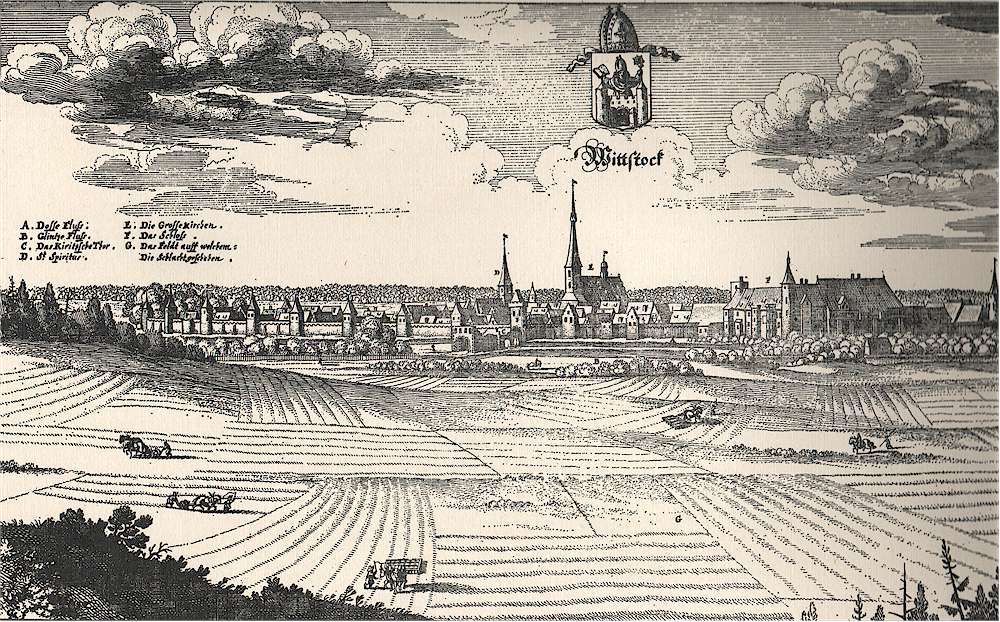
Panorama miasta na rycinie z XVII wieku

Jest to dawna średniowieczna osada słowiańska Wysoka, wzmiankowana po raz pierwszy w dokumentach w 946. W 1248 miejscowość otrzymała prawa miejskie, a w 1251 pieczęć miejską. W miejscu dawnego grodu słowiańskiego powstał średniowieczny zamek biskupi i od 1271 do 1548 miasto było rezydencją biskupią, w herbie miasta do dziś jest zawarta postać biskupa. W 1409 miasto nawiedziło trzęsienie ziemi, a w 1495 i 1716 pożary.
W czasie wojny trzydziestoletniej w 1636 stoczona została tu bitwa, w której Szwecja zwyciężyła połączone siły cesarsko-saskie. Od 1701 miasto znajdowało się w składzie Królestwa Prus, a od 1871 w granicach Cesarstwa Niemieckiego.
Od kwietnia do lipca 1933 w podmiejskiej osadzie Alt-Daber (obecnie w granicach miasta) mieścił się obóz koncentracyjny KZ Alt-Daber, jeden ze starszych niemieckich obozów koncentracyjnych. Po likwidacji obozu jego więźniów osadzono w obozie koncentracyjnym Oranienburg. W ostatnich tygodniach II wojny światowej – 23 kwietnia 1945 – w lesie w dzisiejszej północnej części miasta Niemcy zorganizowali tymczasowy obóz koncentracyjny dla 16 tysięcy więźniów ewakuowanych w marszu śmierci z obozu Sachsenhausen. Większość więźniów opuściła obóz 29 kwietnia, natomiast więźniowie pozostawieni w obozowym szpitalu zostali wyzwoleni 1 maja przez wkraczającą Armię Czerwoną. Dziś w miejscu dawnego obozu znajdują się muzeum oraz pomnik upamiętniający ofiary. 
Po II wojnie światowej miasto weszło w skład radzieckiej strefy okupacyjnej, a od 1949 do 1990 należało do NRD i było miastem powiatowym w okręgu Poczdam. Do 1994 w mieście był ulokowany garnizon Zachodniej Grupy Wojsk ZSRR. W wyniku reform administracyjnych z lat 1993 i 2003 włączono w teren miasta znaczną liczbę okolicznych wsi co czyni Wittstock obecnie szóstym największym powierzchniowo miastem w Niemczech. Jednocześnie w 1993 roku miasto straciło status miasta powiatowego na rzecz Neuruppin w nowo powstałym powiecie Ostprignitz-Ruppin.

## Zabytki
Zabytki Starego Miasta:
- Rynek z ratuszem
- Zamek biskupi
- Kościół Mariacki
- Kościół Ducha Świętego
- Muzeum Wojny Trzydziestoletniej
- Mury miejskie
- Brama Gröpertor
- Beginaż

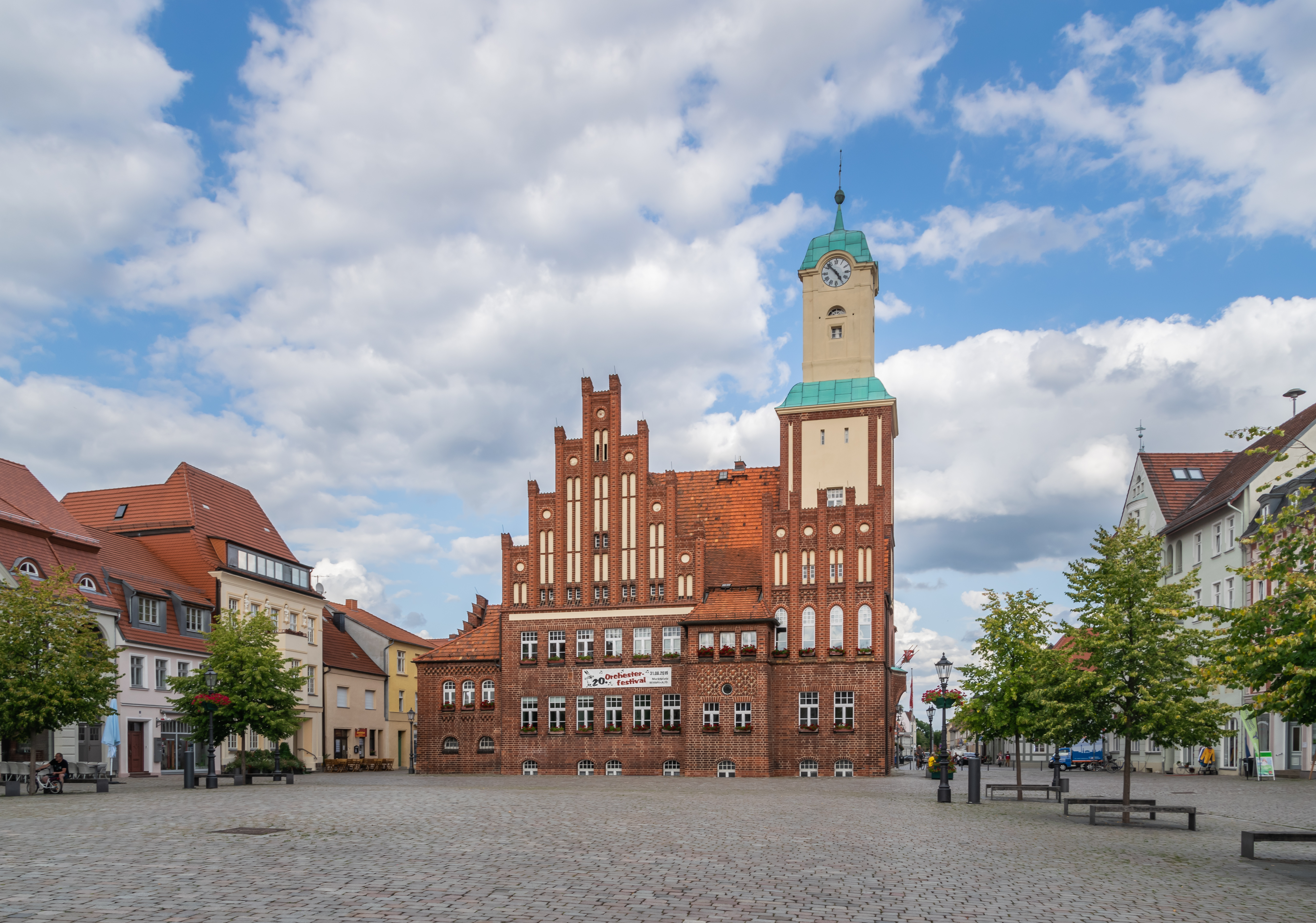
Ratusz
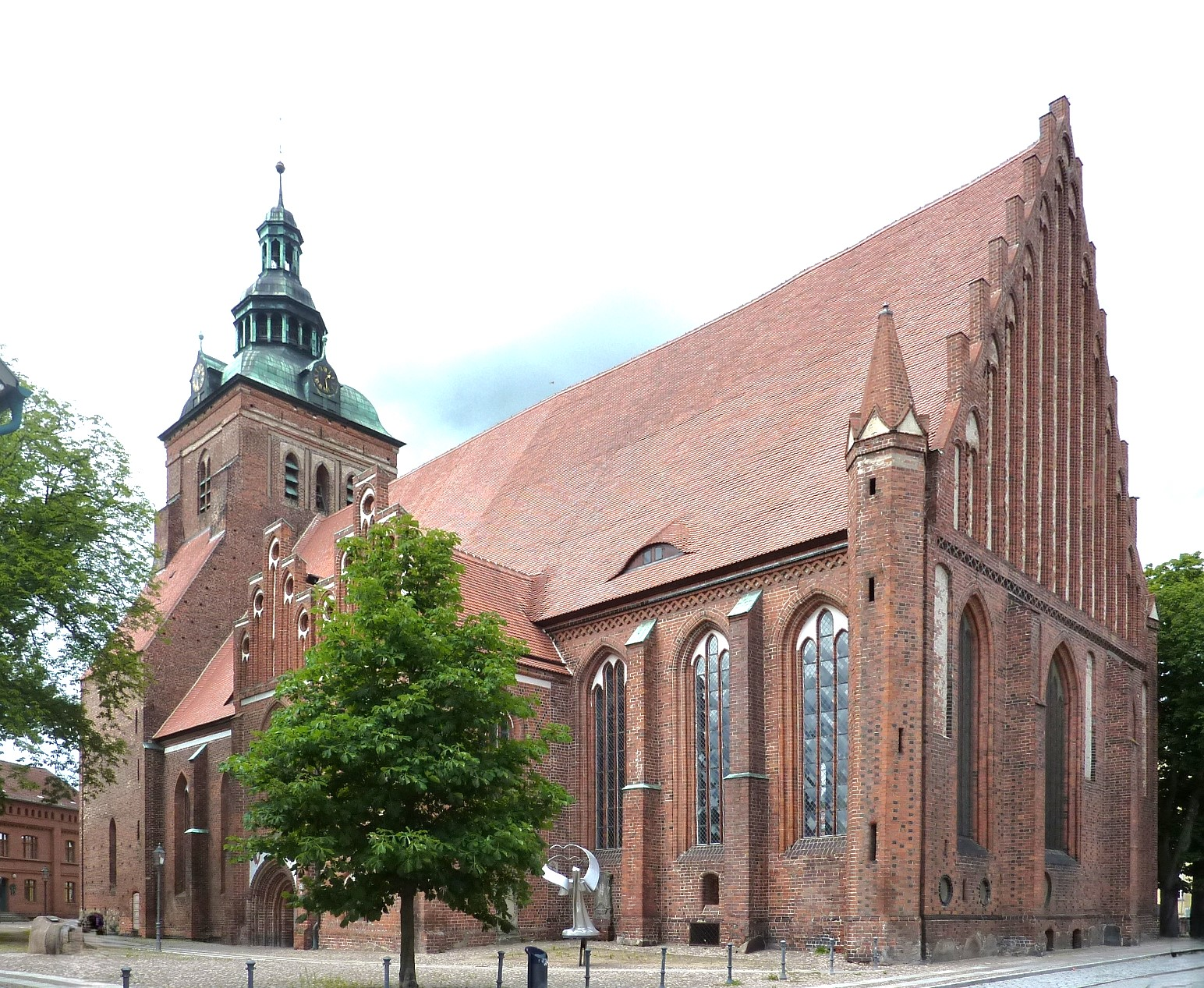
Kościół Mariacki
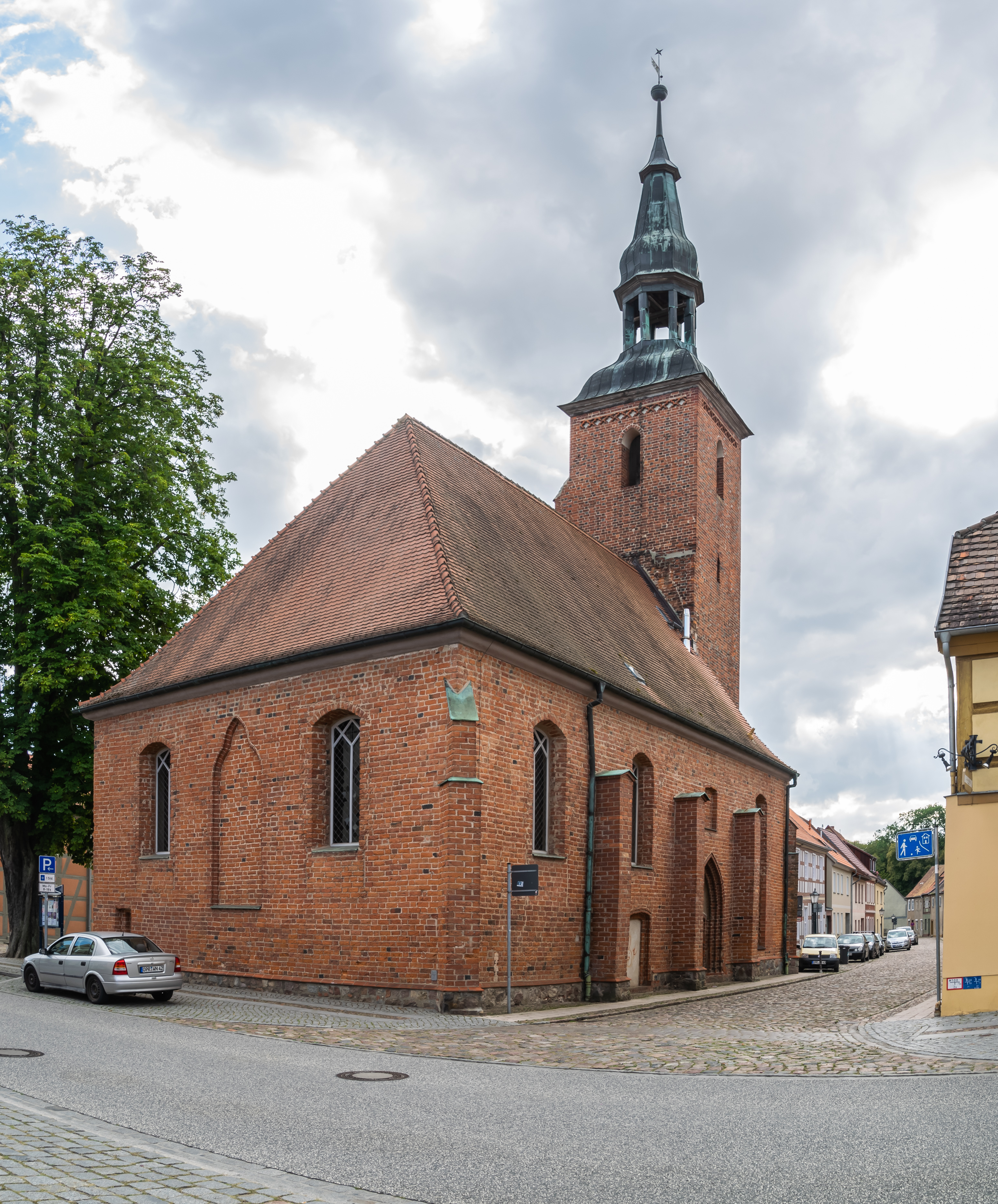
Kościół Ducha Świętego
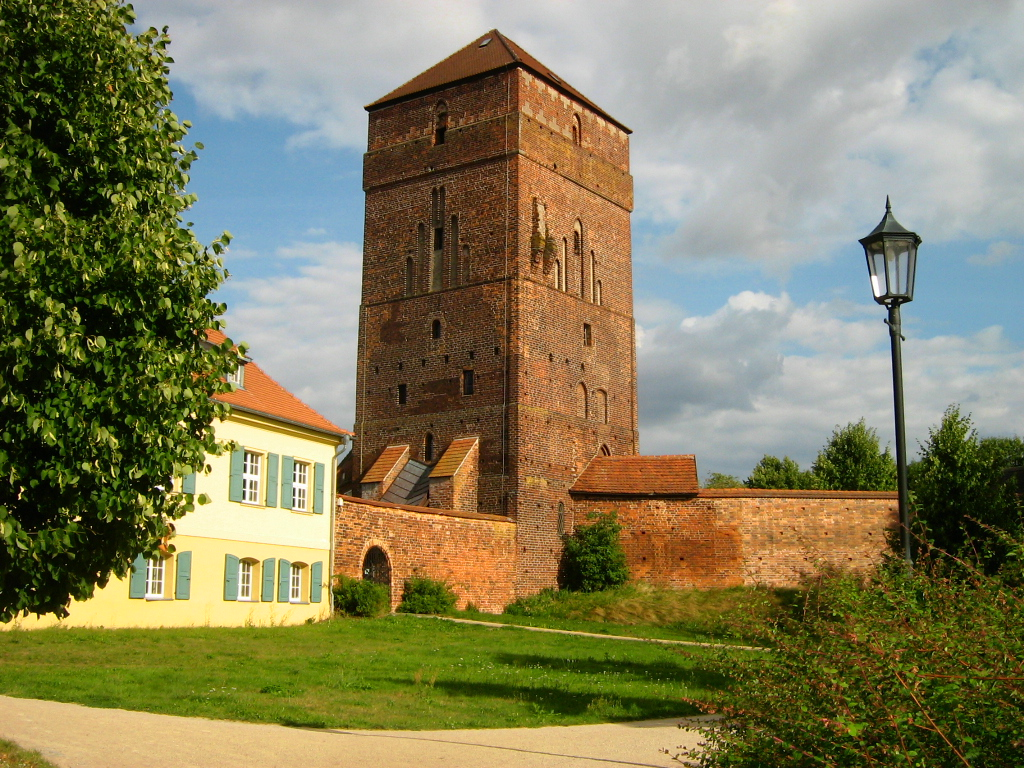
Zamek biskupi
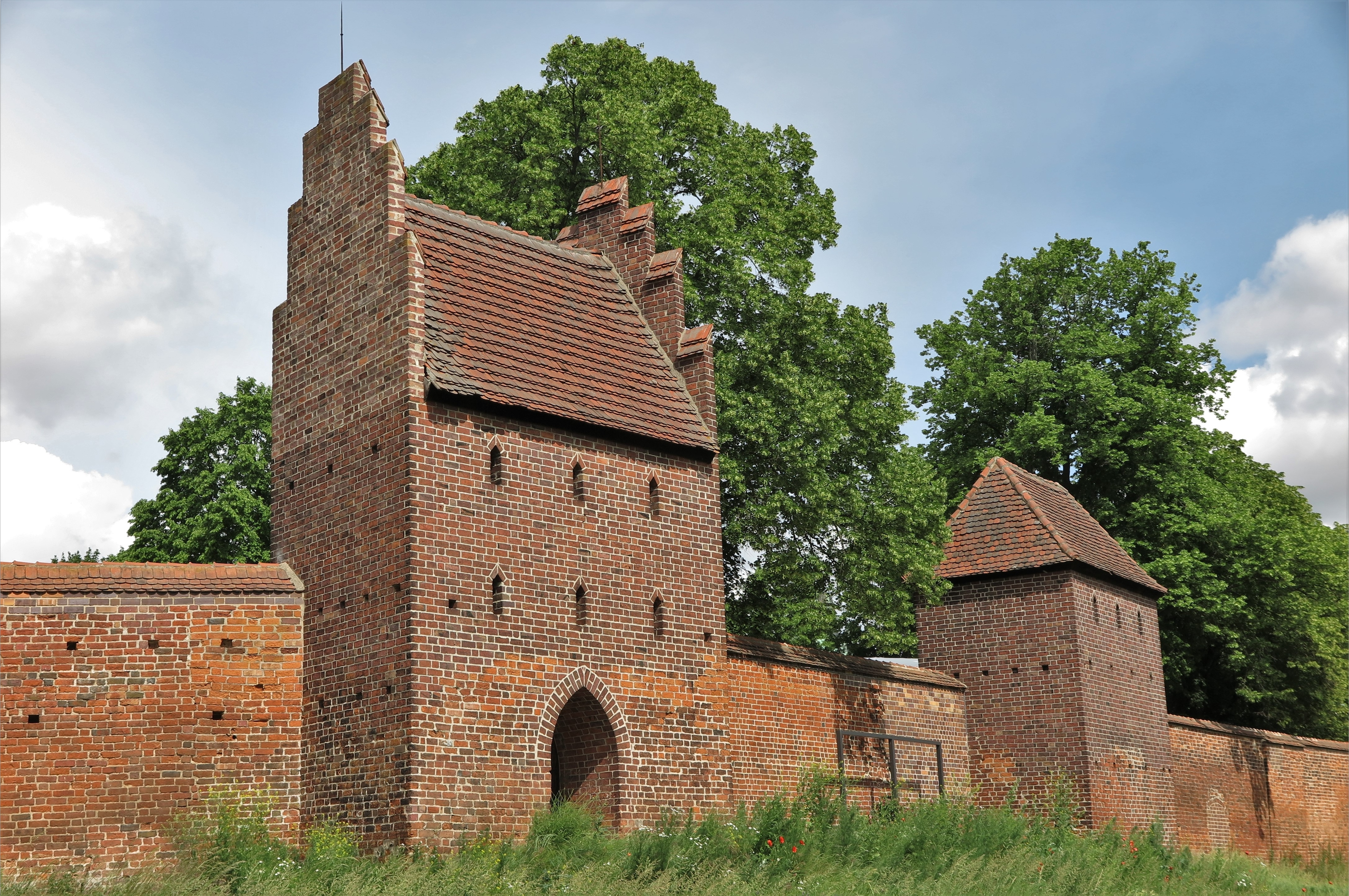
Mury miejskie
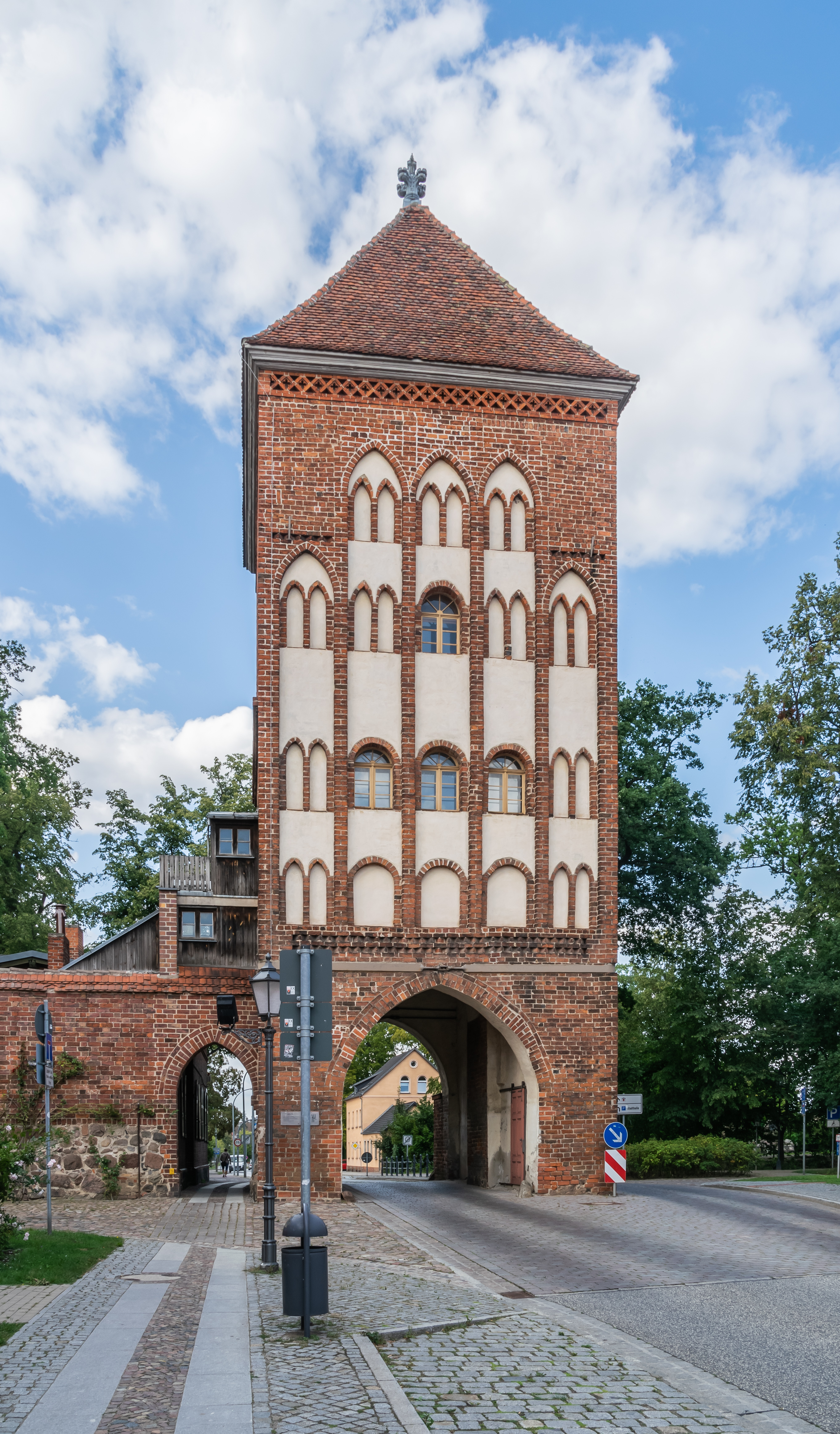
Brama Gröpertor
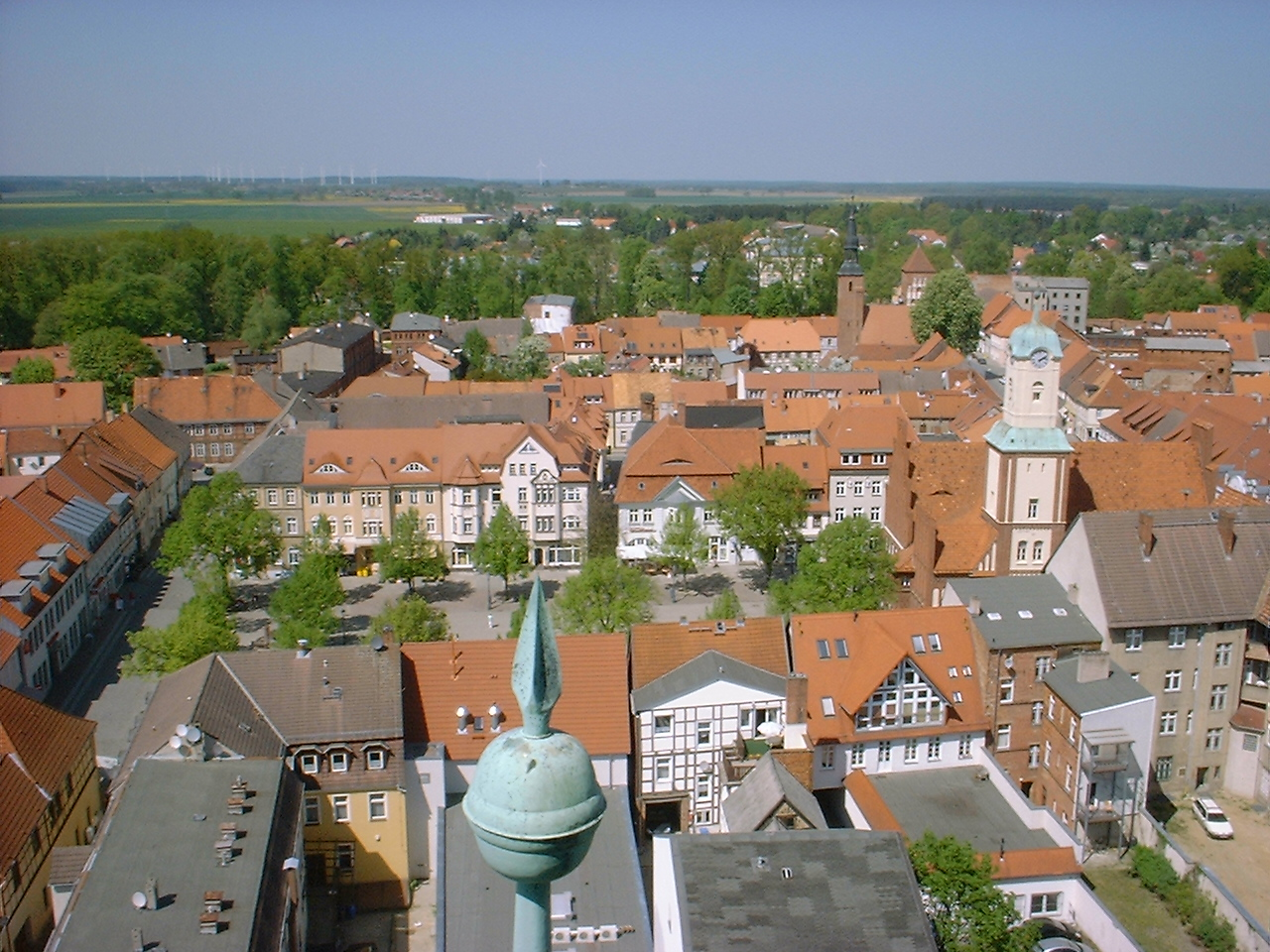
Widok na Stare Miasto z wieży kościoła Mariackiego

## Demografia
| Rok  | Populacja |
| ---- | --------- |
| 1875 | 15 434    |
| 1890 | 15 366    |
| 1910 | 14 873    |
| 1925 | 15 045    |
| 1939 | 16 538    |
| 1946 | 19 901    |
| 1950 | 20 700    |
| 1964 | 17 717    |

| Rok  | Populacja |
| ---- | --------- |
| 1971 | 17 912    |
| 1981 | 19 022    |
| 1985 | 19 903    |
| 1989 | 20 447    |
| 1995 | 20 164    |
| 2000 | 17 985    |
| 2005 | 16 363    |
| 2010 | 15 235    |

| Rok  | Populacja |
| ---- | --------- |
| 2015 | 14 380    |
| 2016 | 14 291    |
| 2017 | 14 283    |
| 2018 | 14 198    |
| 2019 | 14 131    |
| 2020 | 14 007    |

Stan ludności według danych Urzędu Miasta z 31 grudnia 2010 roku wynosił 15 259 mieszkańców, z czego 10 047 mieszkańców było zameldowanych na terenie pierwotnego obszaru miejskiego (bez włączonych miejscowości).
Stan ludności według danych Urzędu Miasta z 31 grudnia 2020 roku wynosił 14 300 mieszkańców, z czego 9 527 mieszkańców było zameldowanych na terenie pierwotnego obszaru miejskiego (bez włączonych miejscowości).

## Gospodarka
Niegdyś duży ośrodek przemysłu odzieżowego, ostatnia tego typu fabryka została zlikwidowana w 1997. Obecnie działają w Wittstock przede wszystkim małe przedsiębiorstwa usługowe i drobny przemysł. W pobliżu miasta istnieje duży zakład produkcji m.in. płyt wiórowych Kronotex, będący częścią szwajcarskiego koncernu Swiss Krono Group, a także farma fotowoltaiczna na części terenu dawnego lotniska wojskowego.

## Transport

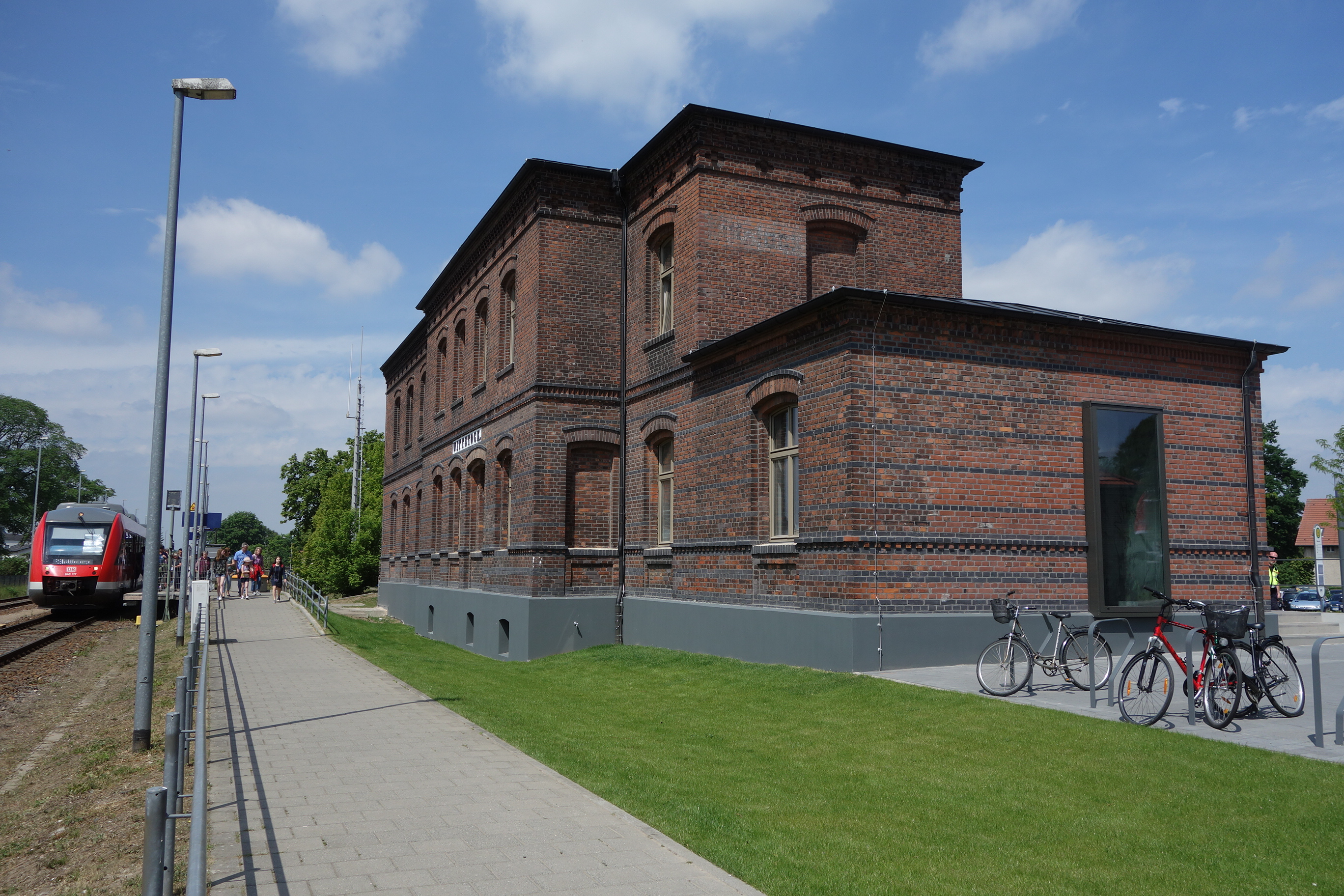
Stacja kolejowa

W sąsiedztwie miasta przebiegają autostrada A24 łącząca Berlin z Hamburgiem oraz odchodząca stąd autostrada A19 w kierunku na Rostock.
W mieście znajduje się stacja kolejowa Wittstock (Dosse), przystanek regionalnych połączeń pomiędzy Berlinem a Wittenberge.

## Sport
W mieście siedzibę ma klub żużlowy MSC Wölfe Wittstock występujący w niemieckiej Bundeslidze, a w latach 2020-21 w II lidze polskiej. Mieści się tu stadion Heidering Wittstock.

## Osoby urodzone w Wittstock/Dosse
- Hans Erich Kalischer – ekonomista

## Współpraca
- Szlezwik-Holsztyn: Uetersen
- Szwecja: Höganäs